# Adélio Giuseppe Tomasin
Adélio Giuseppe Tomasin (ur. 27 kwietnia 1930 w Montegaldella, zm. 30 września 2024 w Quixadzie) – włoski duchowny rzymskokatolicki posługujący w Brazylii, w latach 1988-2007 biskup Quixadá.

## Życiorys
Święcenia kapłańskie przyjął 26 marca 1955. 16 marca 1988 został prekonizowany biskupem Quixadá. Sakrę biskupią otrzymał 26 marca 1988. 3 stycznia 2007 przeszedł na emeryturę.